# Sainte-Gertrude (Bécancour)
Sainte-Gertrude est une ancienne municipalité de paroisse du Québec qui est maintenant un secteur de la ville de Bécancour près de Trois-Rivières dans la province de Québec au Canada.

## Histoire
La paroisse de Sainte-Gertrude a été érigée canoniquement en 1845, et la municipalité civile est créée l'année suivante. Son territoire a été détaché des paroisses de Bécancour et de Gentilly. La municipalité de village de Villers s'en est détachée en 1901.
Le 17 octobre 1965, la municipalité de paroisse a été fusionnée avec d'autres municipalités pour former la ville de Bécancour qui résultait ainsi de la fusion des villages de Bécancour, de Gentilly, de Larochelle, de Laval et de Villers ainsi que des municipalités de paroisse de Bécancour, de Sainte-Angèle-de-Laval, de Saint-Édouard-de-Gentilly, de Sainte-Gertrude, de Saint-Grégoire-le-Grand et de Très-Précieux-Sang-de-Notre-Seigneur.
Le gardien de but dans la LNH Samuel Montembeault est originaire de Sainte-Gertrude.